# Afvalwater

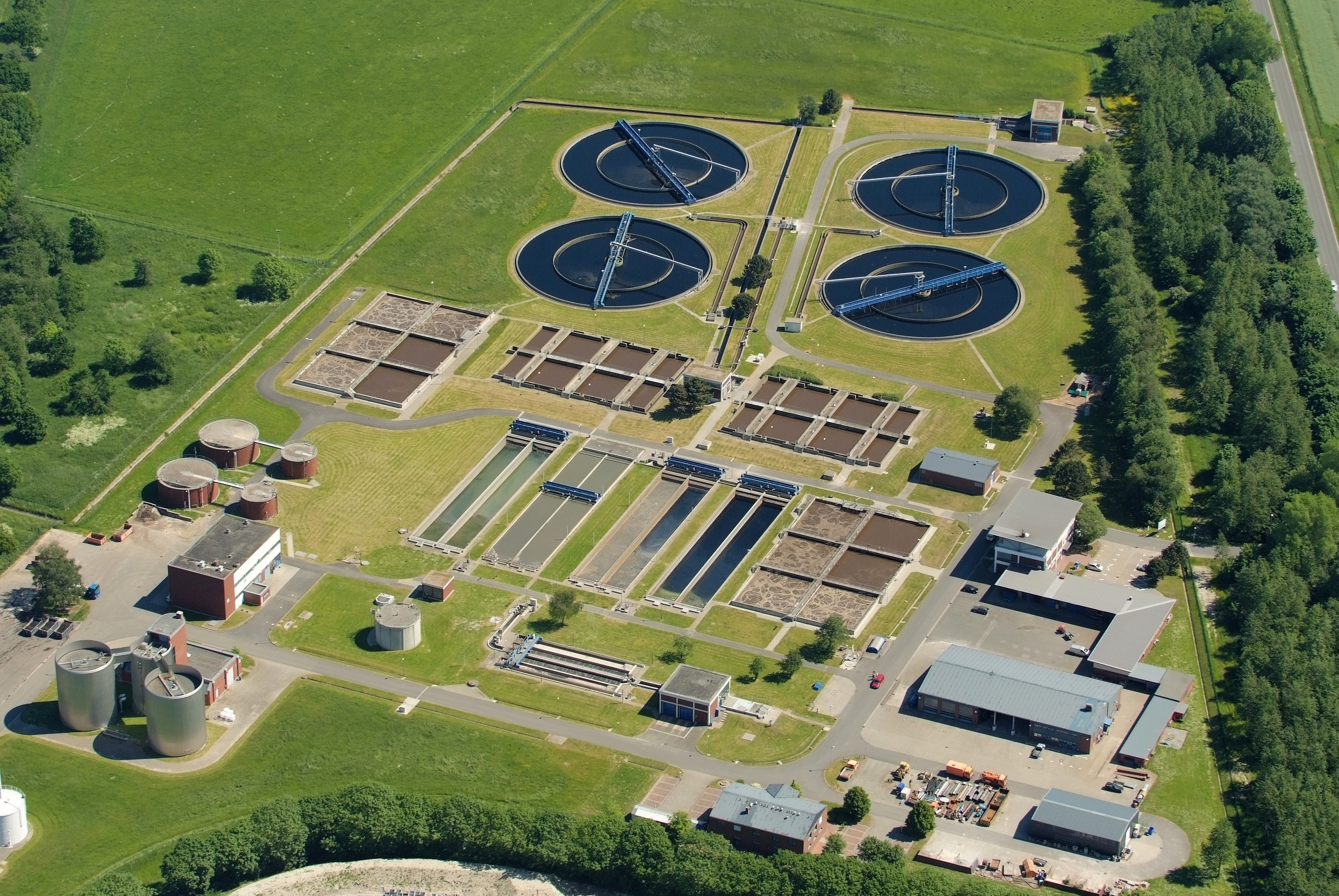
Waterzuiveringsinstallatie in Wilhelmshaven (Duitsland).

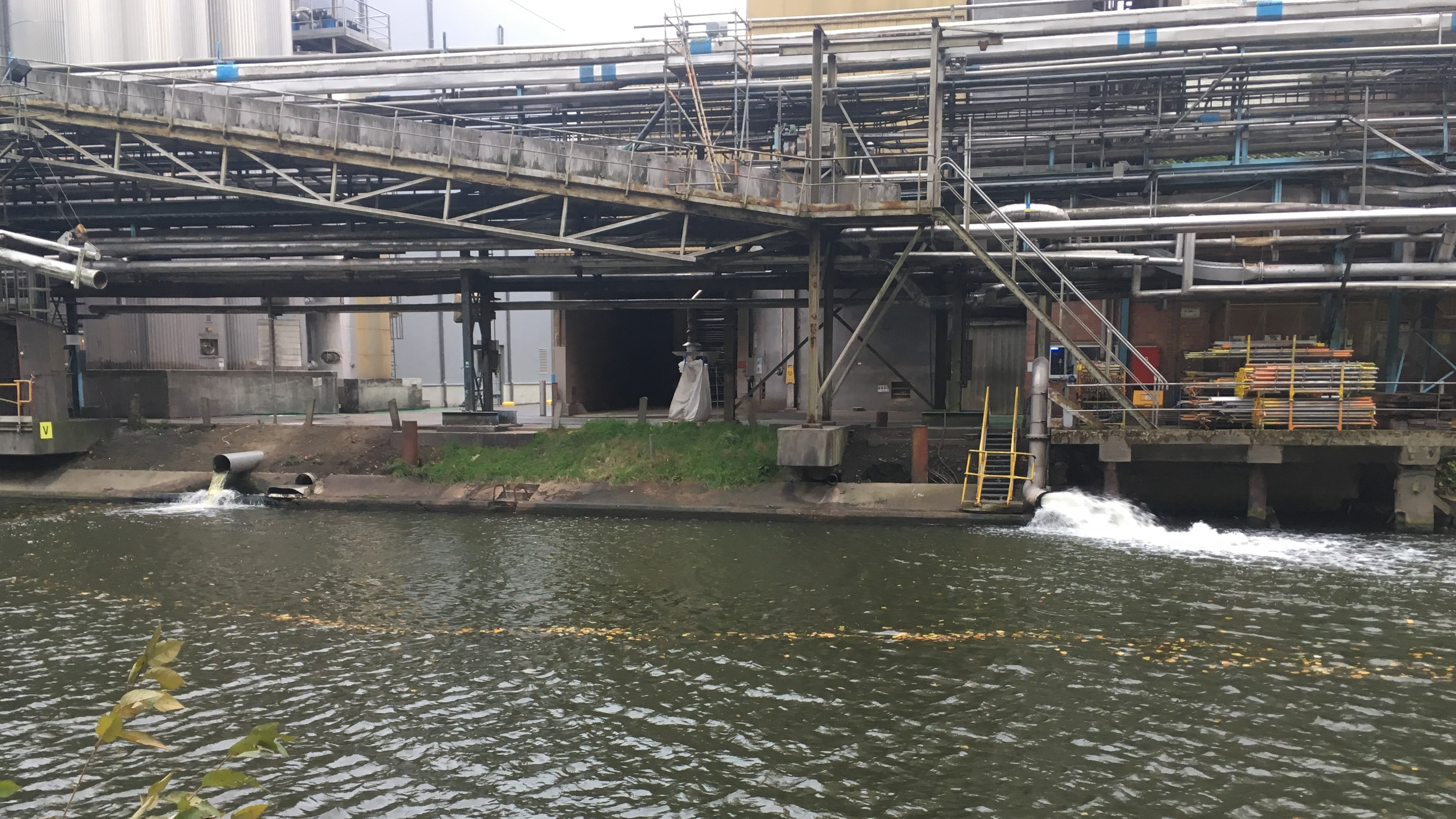
Lozing van industrieel afvalwater (links) door de zetmeelfabriek Tereos Syral in Aalst.

Afvalwater is water dat voor de gebruiker niet meer bruikbaar is en waar deze gebruiker dan ook van af wil.
Uiteraard valt verontreinigd water hier normaal gesproken onder.

## Riolering
Bij de inzameling (via riolering) wordt de term afvalwater echter vooral gebruikt voor vuil water. Hemelwater wordt in het kader van de riolering gezien als schoon water omdat het zonder al te veel maatregelen (afhankelijk van de herkomst) geloosd kan worden op oppervlaktewater. Met name in het buitengebied, waar rioolwater ingezameld wordt met behulp van mechanische riolering wordt alleen verontreinigd water afgevoerd, regenwater wordt standaard op oppervlaktewater geloosd. De reden hiervoor is dat de capaciteit van de mechanische riolering te klein is om ook het regenwater af te voeren.

## Grijs afvalwater
Grijs afvalwater of grijs water is (licht verontreinigd) huishoudelijk afvalwater dat niet afkomstig is van toiletspoeling (bijvoorbeeld afvalwater van bad, douche, wastafel en wasmachine). Dit water is verontreinigd met zeepresten, waardoor het na enige tijd grijs van kleur wordt, in tegenstelling tot zwart water. Grijs water kan niet zonder behandeling geloosd worden. Wanneer het lokaal gezuiverd wordt is het wel te gebruiken als toiletspoeling.

## Zwart afvalwater
Zwart water is afvalwater dat is verontreinigd met fecaliën, dus afkomstig van het toilet. Doordat het water is verontreinigd met fecaliën, zal het na enige tijd zwart kleuren.

## Nederland: Wet milieubeheer
Op grond van de Wet milieubeheer is elke gemeente, in Nederland, verplicht het binnen haar grenzen vrijkomende afvalwater via de riolering in te zamelen. Dit water moet dan voor zuivering aangeboden worden op de rioolwaterzuivering.
Voor de Wet milieubeheer is al het water wat voor de gebruiker niet meer bruikbaar is ook daadwerkelijk afvalwater. Dit betekent dat ook koelwater gezien wordt als afvalwater en dus gezuiverd moet worden. Bij de zuiveringsinstallaties is dit onwenselijk omdat "dun" water ontstaat, het percentage organisch materiaal is lager dan wenselijk om de zuivering effectief te kunnen laten plaatsvinden.